# Hendrik van Blijenburgh
Alexander Hendrik Willem van Blijenburgh (Amszterdam, 1877. május 28. – Wassenaar, 1960. január 23.) olimpiai bronzérmes holland vívó, katona.
Az 1906. évi nyári olimpiai játékokon, Athénban indult, amit később nem hivatalos olimpiává nyilvánított a Nemzetközi Olimpiai Bizottság. Ezen az olimpián három vívószámban indult: párbajtőrvívásban bronzérmes lett, kardvívásban és háromtalálatos kardvívásban nem szerzett érmet.
Klubcsapata a Koninklijke Officiers Schermbond volt.